# تيرينس كوكي
تيرينس كوكي (بالإنجليزية: Terence Cooke)‏ هو كاهن كاثوليكي أمريكي، ولد في 1 مارس 1921 في نيويورك في الولايات المتحدة، وتوفي بنفس المكان في 6 أكتوبر 1983 بسبب ابيضاض الدم.

## وصلات خارجية
- تيرينس كوكي على موقع مونزينجر (الألمانية)
- تيرينس كوكي على موقع إن إن دي بي (الإنجليزية)